# Macropus antilopinus
Macropus antilopinus е вид бозайник от семейство Кенгурови (Macropodidae).

## Разпространение
Видът е разпространен в Австралия.